# Sangalopsis altera
Sangalopsis altera är en fjärilsart som beskrevs av Walker 1864. Sangalopsis altera ingår i släktet Sangalopsis och familjen mätare. Inga underarter finns listade.